# Annekathrin Bürger

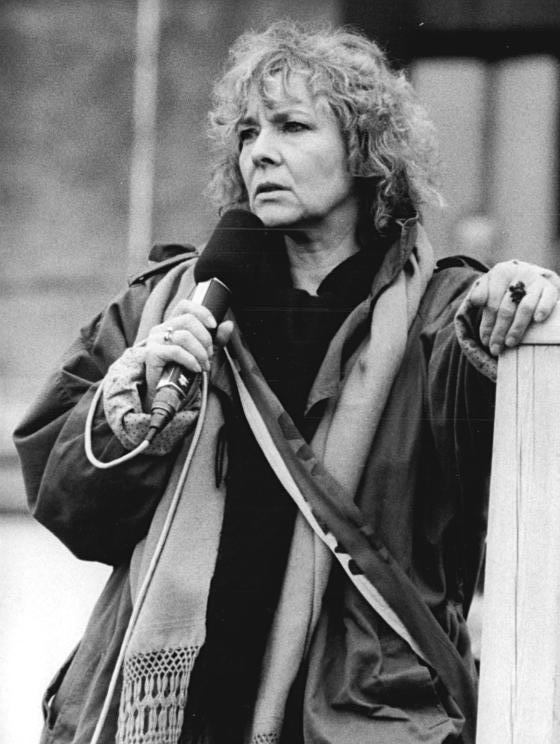
Annekathrin Bürger singt bei der Berliner Großdemonstration am 4. November 1989

Annekathrin Bürger (* 3. April 1937 als Annekathrin Rammelt in Berlin) ist eine deutsche Schauspielerin, Chansonsängerin und Synchron- sowie Hörspielsprecherin. Bekannt wurde sie 1956 als 16-jährige Verkäuferin Ulla in dem Spielfilm Eine Berliner Romanze. Ihren Durchbruch als Filmschauspielerin hatte sie 1959 als Kunststudentin Sonja in dem Liebesfilm Verwirrung der Liebe. In ihrer Karriere spielte sie in etlichen Theaterinszenierungen und in über 120 Film- und Fernsehproduktionen mit.

## Leben

### Herkunft und Ausbildung
Annekathrin Bürger, Tochter des Tierzeichners und Illustrators Heinz Rammelt, wuchs in dem Dorf Hornhausen (Sachsen-Anhalt) auf. Sie absolvierte in Bernburg eine Ausbildung zur Werbegestalterin und arbeitete als Bühnenbild-Assistentin, Requisiteurin sowie Statistin am dortigen Carl-Maria-von-Weber-Theater.

### Frühe Jahre und Theater
Im Sommer 1955 lernte Bürger in Ost-Berlin tschechische Filmleute kennen und spielte in der Rahmenhandlung des in einer Gemeinschaftsproduktion der ČSR und der DDR produzierten Kulturfilms Gebirge und Meer ihre erste kleine Rolle als Pionierleiterin. Ihr Leinwanddebüt gab sie 1956 in der Rolle der 16-jährigen anlernenden Verkäuferin Ulla in dem Spielfilm Eine Berliner Romanze, wo sie an der Seite ihres ersten Ehemanns Ulrich Thein die Hauptrolle spielte. Daraufhin studierte sie von 1957 bis 1960 Schauspiel an der Hochschule für Film und Fernsehen Potsdam.
In der Zeit von 1959 bis 1960 war sie am Deutschen Theater in Berlin engagiert, danach drei Jahre am Theater der Bergarbeiter Senftenberg (heute Neue Bühne Senftenberg). Von 1963 bis 1965 war sie Mitglied des DFF, von 1965 bis 2003 Mitglied des Ensembles der Volksbühne Berlin. Ab 1968 wurde sie am Theater nur noch selten in Nebenrollen eingesetzt.

### Film und Fernsehen
Parallel zu ihrer Schauspielausbildung und ihren Engagements am Theater nahm Bürger Film- und Fernseharbeiten für die DEFA und das Fernsehen der DDR wahr. Ihren Durchbruch als Filmschauspielerin hatte sie 1959 an der Seite von Angelica Domröse als Kunststudentin Sonja in dem DEFA-Liebesfilm Verwirrung der Liebe. Ihre Darstellung der Petra Ledig in Wolf unter Wölfen brachte ihr 1965 den Silbernen Lorbeer des Deutschen Fernsehfunks ein. 1972 erhielt sie die „Goldene Flimmerkiste“ des Fernsehens der DDR. In der Peter-Abraham-Verfilmung Komm mit mir nach Chicago spielte sie 1982 unter der Regie von Bodo Fürneisen an der Seite von Hilmar Baumann, Ulrike Krumbiegel und Jo Fabian. Wiederholt gastierte sie im Polizeiruf 110 und in Der Staatsanwalt hat das Wort.

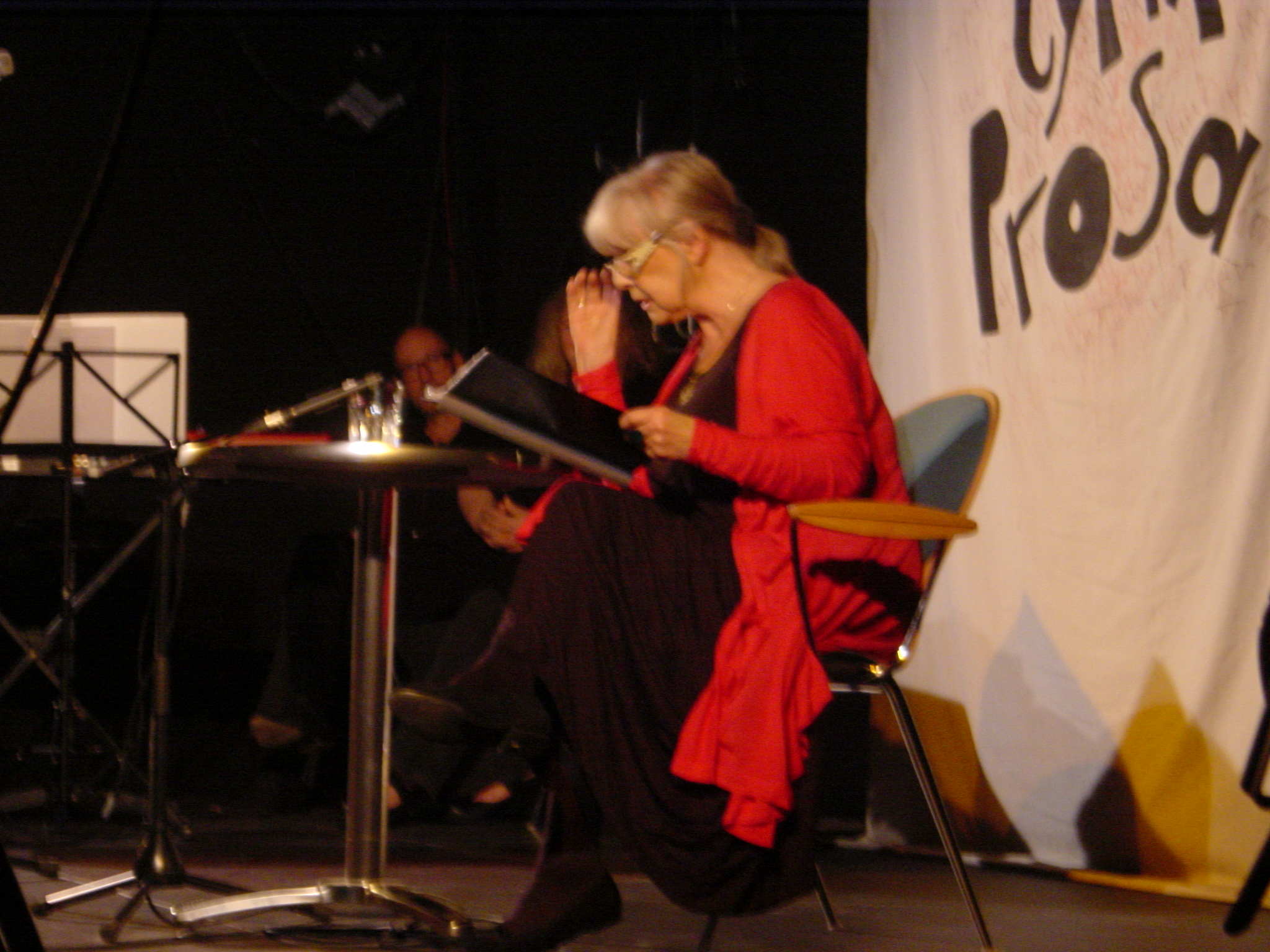
Annekathrin Bürger in Pirna, Kleinkunstbühne Q24, 20. September 2013

Im wiedervereinigten Deutschland spielte Bürger die Hauptrolle der 47-jährigen Chansonsängerin Marianne Walther in dem Filmdrama Der Rest, der bleibt und arbeitete dafür erneut mit Regisseur Bodo Fürneisen zusammen. Von 1999 bis 2007 hatte sie eine feste Nebenrolle als Waschsalon- und Kneipenchefin Frederike im Tatort Dresden/Leipzig mit Peter Sodann und Bernd Michael Lade. In der ARD-Fernsehserie Die Stein war sie von 2008 bis 2011 an der Seite von Klaus Manchen als Mutter der von Julia Stemberger und Katja Studt dargestellten Lehrerinnen Katja Stein und Karola König in einer der durchgehenden Serienhauptrollen zu sehen. In dem Fernsehkrimi Zorn – Vom Lieben und Sterben bildete sie 2015 zusammen mit Peter Sodann in einer Episodengastrolle das Ehepaar Kalze. In Alexandra Sells Kinofilm Die Anfängerin spielte sie 2018 die Mutter Dr. Irene Hanschke der von Ulrike Krumbiegel dargestellten Allgemeinärztin Dr. Annebärbel Buschhaus.
Bürger betätigt sich auch als Hörspielsprecherin, unter anderem Der Zauberer der Smaragdenstadt  (1991; als Zauberin Willina), sowie als Synchronsprecherin, so 1967 in der DDR-Synchronfassung zu dem sowjetischen Märchenfilm Die Schneekönigin; sie lieh ihre Stimme der Schneekönigin, die im Original von Natalja Klimowa gesprochen wurde. 2014 stand sie für eine Neuverfilmung des Märchens für die ZDF-Reihe Märchenperlen als Gerdas Großmutter selbst vor der Kamera.

### Chanson
Neben ihren Arbeiten auf der Bühne und vor der Kamera trat Bürger als Chansonsängerin in Erscheinung. 1965 interpretierte sie gemeinsam mit Evelyn Cron im Duett Wir sind süß, aber doof. Darüber hinaus trug sie u. a. Texte von Bertolt Brecht vor.

### Engagement
Bürger engagierte sich kulturpolitisch und war Mitglied des Präsidialrates des Kulturbundes und im Rat für Kultur im Ministerium für Kultur. Sie protestierte gegen die Ausbürgerung von Wolf Biermann und engagierte sich für den Erhalt des Gründerzeit-Museums von Charlotte von Mahlsdorf. Von 1990 bis 1997 war Bürger Vorsitzende des Kongresses der Nationalen Bürgerbewegung. 1993 gründete sie mit ihrem damaligen Ehemann Rolf Römer den gemeinnützigen Verein Waisenkinder am Don.

### Privates
Annekathrin Bürger lebte lange Zeit in Berlin, bevor sie 2022 nach Dessau umzog. Sie war in erster Ehe mit dem Schauspieler und Regisseur Ulrich Thein verheiratet, den sie bei den Dreharbeiten ihres Filmdebüts Eine Berliner Romanze kennenlernte. Von 1966 bis zu seinem Tod im Jahr 2000 war Bürger mit ihrem Schauspielkollegen Rolf Römer verheiratet.
Im März 2007 erschien unter dem Titel Der Rest, der bleibt im Verlag Droemer Knaur eine Autobiografie Bürgers in Zusammenarbeit mit Kerstin Decker. Der Buchtitel ist in Anlehnung an ihre Rolle in dem gleichnamigen Film von 1992.

## Filmografie

### Kino
- 1955: Gebirge und Meer (Kurzfilm)
- 1956: Eine Berliner Romanze
- 1957: Spur in die Nacht
- 1958: Tilman Riemenschneider
- 1959: Reportage 57
- 1959: Verwirrung der Liebe
- 1960: Fünf Tage – Fünf Nächte
- 1961: Guten Tag, lieber Tag
- 1961: Septemberliebe
- 1962: Königskinder
- 1962: Das zweite Gleis
- 1965: … nichts als Sünde
- 1965: Mörder auf Urlaub/Sankt Stephan
- 1968: Abschied
- 1969: Mit mir nicht, Madam!
- 1970: He, Du!
- 1970: Tödlicher Irrtum
- 1972: Tecumseh
- 1976: Hostess
- 1978: Brandstellen
- 1980: Der Baulöwe
- 1984: Auf dem Sprung
- 2002: Väter
- 2007: Meer is nich
- 2009: Draußen am See
- 2010: Eines Tages...
- 2012: Für Elise
- 2013: Sein letztes Rennen
- 2017: Die Anfängerin

### Fernsehfilme
- 1961: Der Ermordete greift ein (Mehrteiler)
- 1963: Rauhreif
- 1963: Tote reden nicht (Zweiteiler)
- 1963: Lucie und der Angler von Paris
- 1963: Vanina Vanini
- 1965: Wolf unter Wölfen (Fernsehfilmreihe, 3 Folgen)
- 1965: Seine Kinder
- 1967: Der Mann aus Kanada
- 1968: Ich – Axel Cäsar Springer (Mehrteiler, 3 Folgen)
- 1970: Kein Mann für Camp Detrick
- 1971: In Sachen Adam und Eva
- 1972: Die Bilder des Zeugen Schattmann
- 1974: Der Maulheld
- 1974: Spätsaison (Mehrteiler, 3 Folgen)
- 1977: Pension Schöller
- 1977: Cyankali
- 1978: Die Julia von nebenan
- 1979: Plantagenstraße 19
- 1980: Anamnese
- 1981: Rameaus Neffe
- 1982: Der Lumpenmann
- 1982: Komm mit mir nach Chicago
- 1982: Das Mädchen und der Junge
- 1983: Im Spiegel
- 1983: Die Schöne und das Tier
- 1984: La Mandragola
- 1984: Immer, wenn Lehmann kommt
- 1984: Klassenkameraden
- 1986: Die Herausforderung
- 1991: Der Rest, der bleibt
- 1993: Der Showmaster
- 1995: Verliebte Feinde
- 1995: Blutige Spur
- 1995: Mobbing: Die lieben Kollegen
- 1997: Der Kindermord
- 1998: Rot wie das Blut
- 1999: Die Mörderin
- 1999: Todesengel
- 2000: Mord im Swingerclub
- 2002: Mord an Bord
- 2002: Vollweib sucht Halbtagsmann
- 2002: Tierärztin Dr. Mertens
- 2005: Wink des Himmels
- 2014: Die Schneekönigin
- 2015: Nele in Berlin
- 2018: Pauls Weihnachtswunsch

### Fernsehserien und -reihen
- 1973: Polizeiruf 110: In der selben Nacht
- 1973–1975: Das unsichtbare Visier (3 Folgen)
- 1977: Der Staatsanwalt hat das Wort: Ein Strauß roter Nelken
- 1978: Polizeiruf 110: Schuldig
- 1980: Unser Mann ist König (7 Folgen)
- 1981: Der ungebetene Gast (2 Folgen)
- 1981: Der Staatsanwalt hat das Wort: Nachtpartie
- 1981: Polizeiruf 110: Der Teufel hat den Schnaps gemacht
- 1985: Der Staatsanwalt hat das Wort: Vaters Frau
- 1985: Polizeiruf 110: Laß mich nicht im Stich
- 1988: Tiere machen Leute (1 Folge)
- 1990: Schauspielereien (Folge: Unverhofft kommt oft)
- 1990: Polizeiruf 110: Das Duell
- 1992: Praxis Bülowbogen (Folge: Als Verlobte grüßen)
- 1993: Unser Lehrer Doktor Specht (Folge: Warum nicht Potsdam)
- 1993–1994: Ein Fall für zwei (2 Folgen)
- 1994: Wir sind auch nur ein Volk (Folge: Der Rest der Familie)
- 1996: Für alle Fälle Stefanie (Folge: Vergessene Liebe)
- 1996: Max Wolkenstein (Folge: Gefährlicher Freund)
- 1996: Stubbe – Von Fall zu Fall: Stubbe und die andere Frau
- 1997: Frauenarzt Dr. Markus Merthin (Folge: Was gestern war)
- 1999: Unser Charly (Folge: Hausbesuch)
- 1999: Am liebsten Marlene (Folge: Das himmlische Kind)
- 1999: Tatort: Fluch des Bernsteinzimmers
- 1999: Im Namen des Gesetzes (Folge: Tod durch Liebe)
- 2000: Tatort: Einsatz in Leipzig
- 2000: Tatort: Tödliches Verlangen
- 2002: Im Visier der Zielfahnder (Folge: Unser täglich Brot)
- 2003: Tatort: Außer Kontrolle
- 2003: Tatort: Rotkäppchen
- 2004: Im Namen des Gesetzes (Folge: Tödliches Rendezvous)
- 2004: 18 – Allein unter Mädchen (10 Folgen)
- 2004: Tatort: Waidmanns Heil
- 2004: Tatort: Abseits
- 2005: Tatort: Tiefer Fall
- 2006: Abschnitt 40 (Folge: Blutrache)
- 2006: Tatort: Sonnenfinsternis
- 2007: In aller Freundschaft (Folge: Endlich zu Hause)
- 2007: Tatort: Die Anwältin
- 2007: Tatort: Racheengel
- 2007: Tatort: Die Falle
- 2008: Die Anwälte (Folge: Entmündigung)
- 2008–2011: Die Stein (21 Folgen)
- 2011: Inga Lindström: Der schwarze Schwan
- 2013: Notruf Hafenkante (Folge: Good Cop, Bad Cop)
- 2014: Mord mit Aussicht (Folge: Spuk in Hengasch)
- 2015: Zorn – Vom Lieben und Sterben (Zweiteiler, 1 Folge)

### Synchronrollen
- 1967: Die Schneekönigin als Schneekönigin für Natalja Iwanowna Klimowa
- 1975: Das alte Gewehr als Clara Dandieu für Romy Schneider
- 1975: Hass kennt keine Nachsaison als Ann für Vanessa Redgrave
- 1985: Verrücktes Hollywood (Malice in Wonderland) als Louella Parsons für Elizabeth Taylor
- 1986: Eine zauberhafte Erbschaft (Čarovné dědictví) als Agatha für Ljuba Skorepová

## Theater
- 1963: Rainer Kerndl: Seine Kinder (Lore) – Regie: Horst Schönemann (Maxim-Gorki-Theater Berlin)
- 1964: Kurt Tucholsky: Schloß Gripsholm (Lydia) – Regie: Martin Eckermann (Volksbühne Berlin – Theater im 3. Stock)
- 1965: Curt Goetz: Hokuspokus (Witwe) – Regie: Ottofritz Gaillard (Volksbühne Berlin – Theater im III. Stock)
- 1967: Georg Kaiser: Nebeneinander – Regie: Wolf-Dieter Panse (Volksbühne Berlin)
- 1968: Horst Kleinadam: Von Riesen und Menschen (Malerin) – Regie: Karl Gassauer (Volksbühne Berlin)
- 1968: Friedrich Schiller: Don Carlos (Königin) – Regie: Hannes Fischer (Volksbühne Berlin)
- 1968: Dario Fo: Siebentens: Stiehl ein bißchen weniger (Enea) – Regie: Wolfgang Pintzka (Volksbühne Berlin)
- 1969: Armand Gatti: V wie Vietnam – Regie: Hans-Joachim Martens/Wolfgang Pintzka (Volksbühne Berlin)
- 1970: Kurt Bartsch/Reiner Bredemeyer (Nach Jacques Offenbach): Orpheus (Eurydike) – Regie: Wolfgang Pintzka (Volksbühne Berlin)
- 1971: Heiner Müller: Weiberkomödie – Regie: Fritz Marquardt (Volksbühne Berlin)
- 1980: Ivan Radoev: Die Menschenfresserin (Anomalia) – Regie: Fritz Bornemann (Volksbühne Berlin)

## Hörspiele
- 1971: Gerhard Rentzsch: Das Amulett – Regie: Wolf-Dieter Panse (Hörspiel (6 Teile) – Rundfunk der DDR)
- 1971: Bruno Gluchowski: Stahl von der Ruhr (Helga Roth) – Regie: Helmut Hellstorff (Hörspiel nach „Blutiger Stahl“ (3 Teile) – Rundfunk der DDR)
- 1991: Alexander Wolkow: Der Zauberer der Smaragdenstadt (Willina, Zauberin) – Regie: Dieter Scharfenberg (Hörspiel – LITERA junior)
- 1991: Nach Jacob Grimm/Wilhelm Grimm: Sex-Märchen zur Nacht (Königin) – Regie: Barbara Plensat (Märchen für Erwachsene – Funkhaus Berlin)
- 1991: Waldemar Bonsels: Die Biene Maja (Helene, die Bienenkönigin) – Regie: Werner Grunow (Kinderhörspiel – DS Kultur)
- 1993: Friedrich Wolf: Die Geschichte von Pit Pikus, dem Specht, und der Möwe Leila (Mutter Pikus) – Regie: Werner Buhss (Kinderhörspiel – DS Kultur)

## Veröffentlichungen
- Annekathrin Bürger, Kerstin Decker: Der Rest, der bleibt. Droemer-Knaur, München 2007, ISBN 978-3-426-27405-7.
- Annekathrin Bürger, Christine Rammelt-Hadelich: Geliebte Ostsee. www.federedition.de, Dessau-Roßlau 2010, ISBN 978-3-00-030817-8.

## Auszeichnungen
- 1960: Erich-Weinert-Medaille
- 1962: Kunstpreis der DDR
- 1965: Silberner Lorbeer des Deutschen Fernsehfunks für Wolf unter Wölfen
- 1972: Goldene Flimmerkiste des Fernsehens der DDR